# Premio Sam Adams
(Motivazione di conferimento del premio Sam Adams.)
Il premio Sam Adams è conferito annualmente a partire dal 2002 dalla Sam Adams Associates for Integrity in Intelligence, un gruppo di ex-funzionari della CIA, a quelle persone (molto spesso sono dipendenti dei servizi segreti) che, con coraggio ed onestà, si sono particolarmente battuti per la diffusione di informazioni segrete.
Il premio consiste in un candelabro e in una candela dal valore commerciale inferiore ai 20 dollari.

## Storia
Il premio è stato istituito in onore «degli ufficiali dei servizi segreti degli Stati Uniti che alla fine degli anni sessanta, per primi, avevano riportato le informazioni sul mezzo milione di persone attaccate da parte dell'esercito degli Stati Uniti durante la guerra del Vietnam».
Il premio prende il nome da Samuel A. Adams,  analista della CIA che, durante la guerra del Vietnam, accusò l'esercito statunitense di sottovalutare deliberatamente la forza dei Viet Cong per questioni politiche.

## Vincitori del premio
- 2002: Coleen Rowley[5]
- 2003: Katharine Gun[8]
- 2004: Sibel Edmonds[9]
- 2005: Craig Murray[10]
- 2006: Sam Provance[11]
- 2007: Frank Grevil[12]
- 2009: Larry Wilkerson[13]
- 2010: Julian Assange[14]
- 2011: Thomas Drake[15] e Jesselyn Radack[16]
- 2012: Tomas Fingar[17]
- 2013: Edward Snowden, «per l'onestà ed il coraggio nei servizi di intelligence».[6][18][19][20]
- 2014: Chelsea Manning[21]
- 2015: William Binney[22]
- 2016: John Kiriakou[23]
- 2017: Seymour Hersh
- 2018: Karen Kwiatkowski
- 2019: Jeffrey Sterling[24]
- 2020: Annie Machon
- 2021: Daniel Hale
- 2022: Daniel Ellsberg